# Pristimantis baiotis
Pristimantis baiotis es una especie de anfibio anuro de la familia Craugastoridae.

## Distribución
Esta especie es endémica del departamento de Antioquia en Colombia. Habita entre los 1780 y 2000 m de altitud en la vertiente occidental de la Cordillera Occidental.

## Descripción
Los machos miden de 18.1 a 18.5 mm y las hembras 21.5 mm.

## Publicación original
- Lynch, 1998 : New species of Eleutherodactylus from the Cordillera Occidental of western Colombia with a synopsis of the distributions of species in western Colombia. Revista de la Academia Colombiana de Ciencias Exactas Físicas y Naturales, vol. 22, n.º 82, p. 117-148[5]